# 盆栽

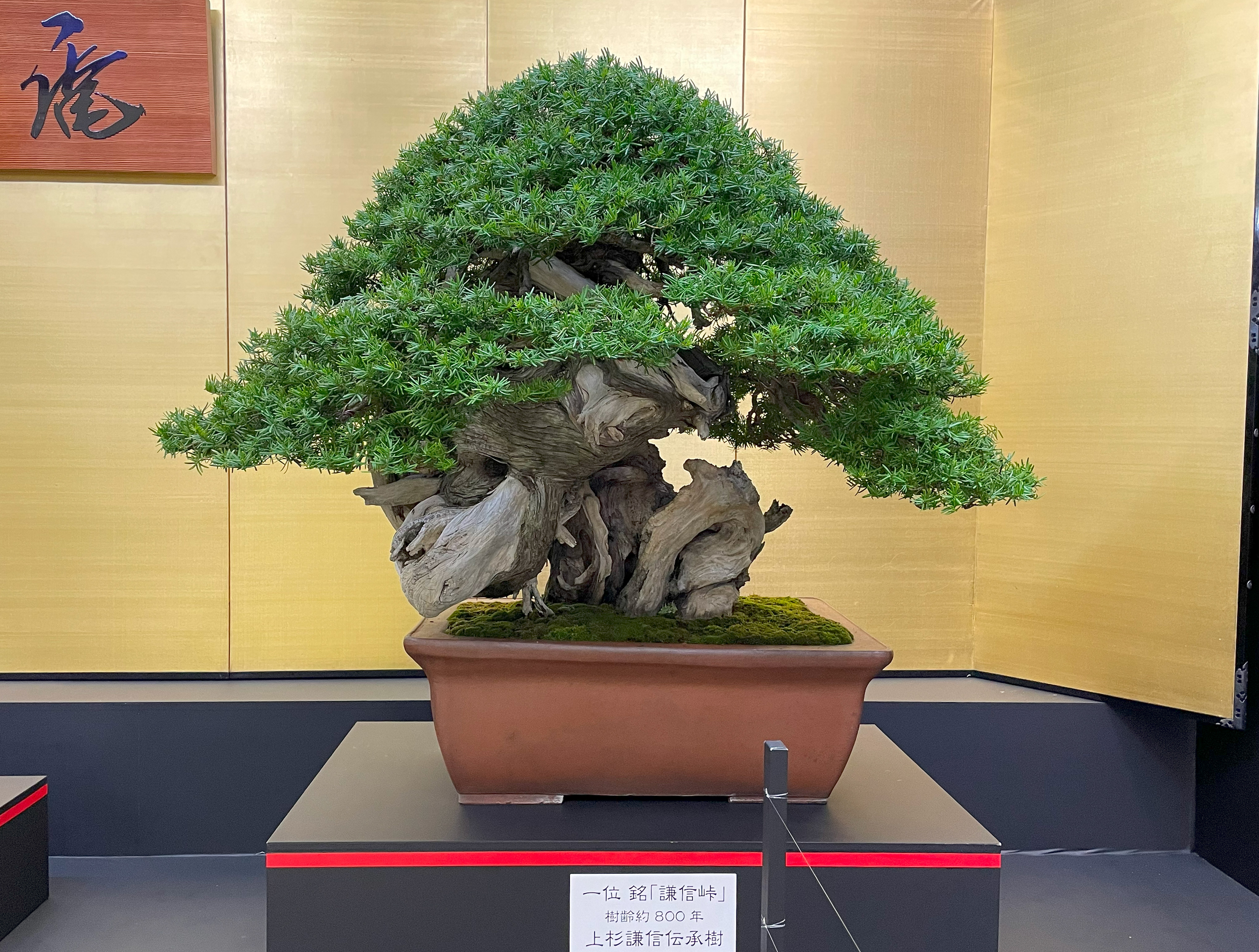
一位、銘「謙信峠」。上杉謙信伝承樹。樹齢約800年。

盆栽（ぼんさい）は、広義（原義）では鉢植えをいうが、一般的には狭義で花盆などの器物に草木を栽植して樹姿を整えて盆中に景を表現するもの。剪定や針金掛け等を施して樹の成長を抑制して整え、盆型の鉢植えで栽培されたものをいう。日本国外でも、日本語の発音を基にした「bonsai」で通じることが多い。

## 特徴
盆栽の目的は自然の風景を、植木鉢の中に切り取って作り出すところにある。その植物の、野外で見られる大木の姿を、鉢の上に縮小して再現することを目指すものである。そのために剪定を施したり、自然の景観に似せるために枝を針金で固定したり、時に屈曲させたり（針金掛け）、あるいは根を石の上に這わせたり土を掴むように露出させたりと、様々な技巧を競うのも楽しみの一つとされる。
施肥、剪定、針金掛け、水やりなど手間と時間をかけて作る。生きた植物なので「完成」というものがなく、常に変化するのも魅力の1つである。

## 歴史

### 奈良時代

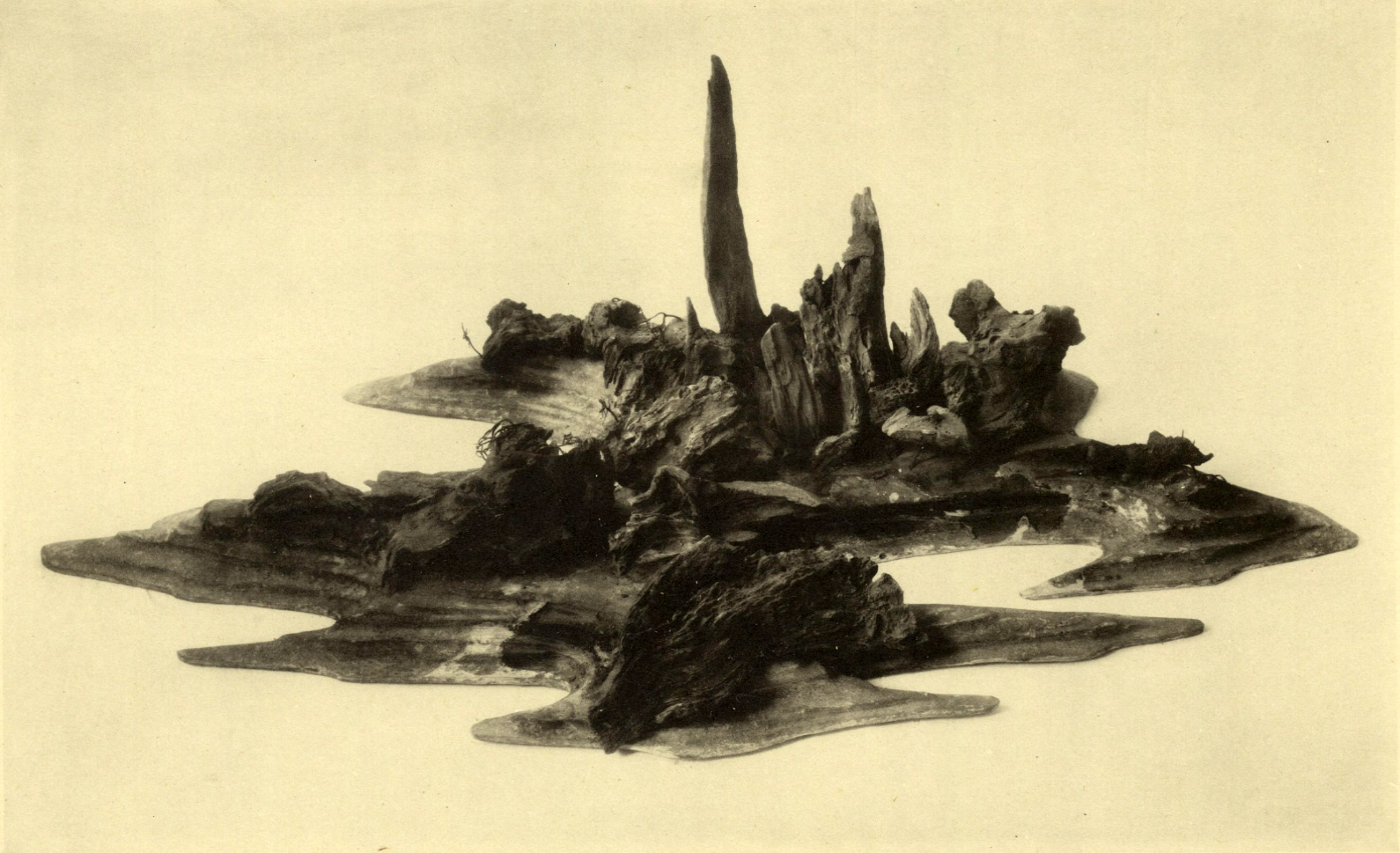
仮山残欠

盆や鉢の中に草木や石で景色を表現する盆景は唐の時代から行われていた。唐の李賢の章懐太子墓には盆景を捧げ持つ人物の壁画が描かれている。ただし盆景という語が現代と同じ意味で当時から存在したとする説には批判もある。唐代には、盆池、仮山（かざん）という呼称もあったが、盆景が正式に何と呼ばれていたかは不明である。
奈良時代、遣唐使等を通じて生きた草木によるこうした盆景は、梅や菊等の外来植物とともに日本へもたらされたと考えられているが、それを証明する史料は見つかっていない。『万葉集』には「うえき」の語が使われているが、これは鉢植えではなく庭木のことを指すと考えられている。
正倉院には杉材で浜や山を作り、その上に銀製樹木を配した世界最古といわれる「仮山残欠」が伝わる。仮山とはもともとは庭園にある築山の意味である。正倉院にあるようなミニチュアとしての仮山はのちの洲浜（すはま）や盆山の祖形と考えられている。同じく、正倉院には蓮花と蓮池からなる「蓮花残欠」が伝わる。池を取り囲む岩石を木材で作り、池の中央の洲浜からは金銅製の茎が伸び、その先端に木製の蓮花がつく。このように奈良時代には、生きた草木ではないが自然の景色を縮小して表現する盆景的作品がすでにあった。

### 平安時代

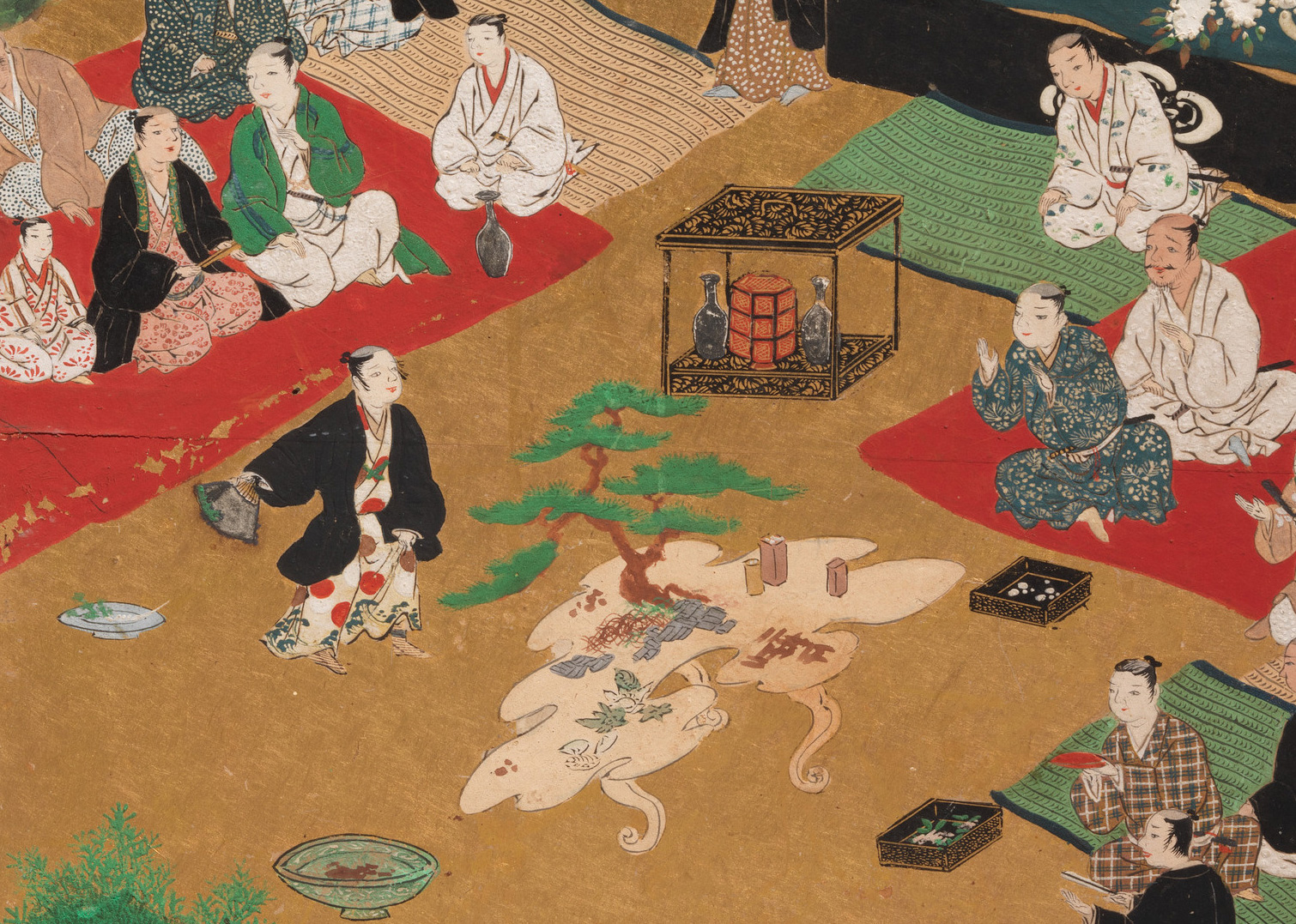
洲浜。『東山遊楽図屏風』（17世紀）より。

『続日本後紀』（869年）には、承和6年（839年）、河内国（現・大阪府）の農民が橘の花を土器に植えて、仁明天皇に献上したことが記されている。また、長方形の木箱に草木を植えた「長櫃植え」が平安時代にはあった。
平安時代には和歌の歌題にあわせて名所の景を草木（ただし造りものが多い）と添配で表現するものも洲浜（すはま）と呼ばれ、歌合わせに出品され競われていた。洲浜は盆景に似ているが、砂浜を模した脚付き台の上に白砂青松という日本独自の景色を表現した。のちには島台と呼ばれるようになり、婚礼の際の飾り物等として現在まで受け継がれている。
『源平盛衰記』によると高倉天皇がカエデとハゼノキを植えた乾泉水（からせんすい）を毎日御所に届けさせたという。これらの樹については培養されたものならば盆栽とみることもできる。

### 鎌倉時代

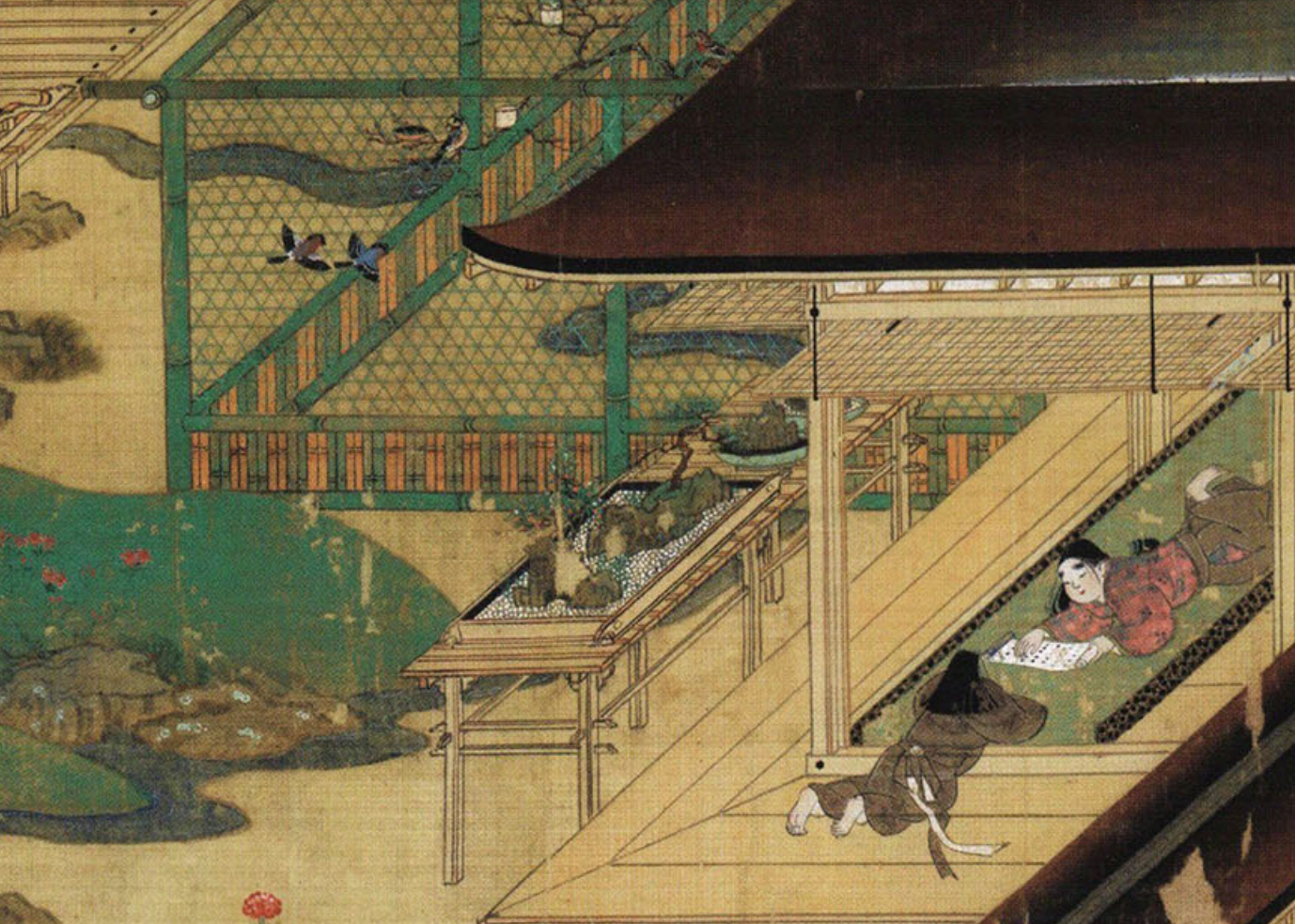
『春日権現験記絵』に描かれた盆景。

鎌倉時代になると、絵巻物に植物、石、砂等で景色を表現した盆景的なものが描かれるようになる。『西行物語絵巻』（1195年）、『一遍上人絵伝』（1299年）、『春日権現験記絵』（1309年）には、庭先に置かれた盆景が描かれている。ただしこの時代に盆景という呼称が使われていたわけではなく、漢語では盆山、和語では「うえき（植木）」、「はち（鉢）の木」の呼称が使われていた。『徒然草』（第154段）には、日野資朝が曲がりくねった鉢植えの木をめでていた様子が描かれている。

### 室町時代
盆栽に関する直接的な史料が現れるのは13世紀後半で、禅林における記述史料に登場するようになる。13世紀後半には、石菖を山形の石に植え付け青磁の盆に入れて鑑賞する「菖蒲石」があった。

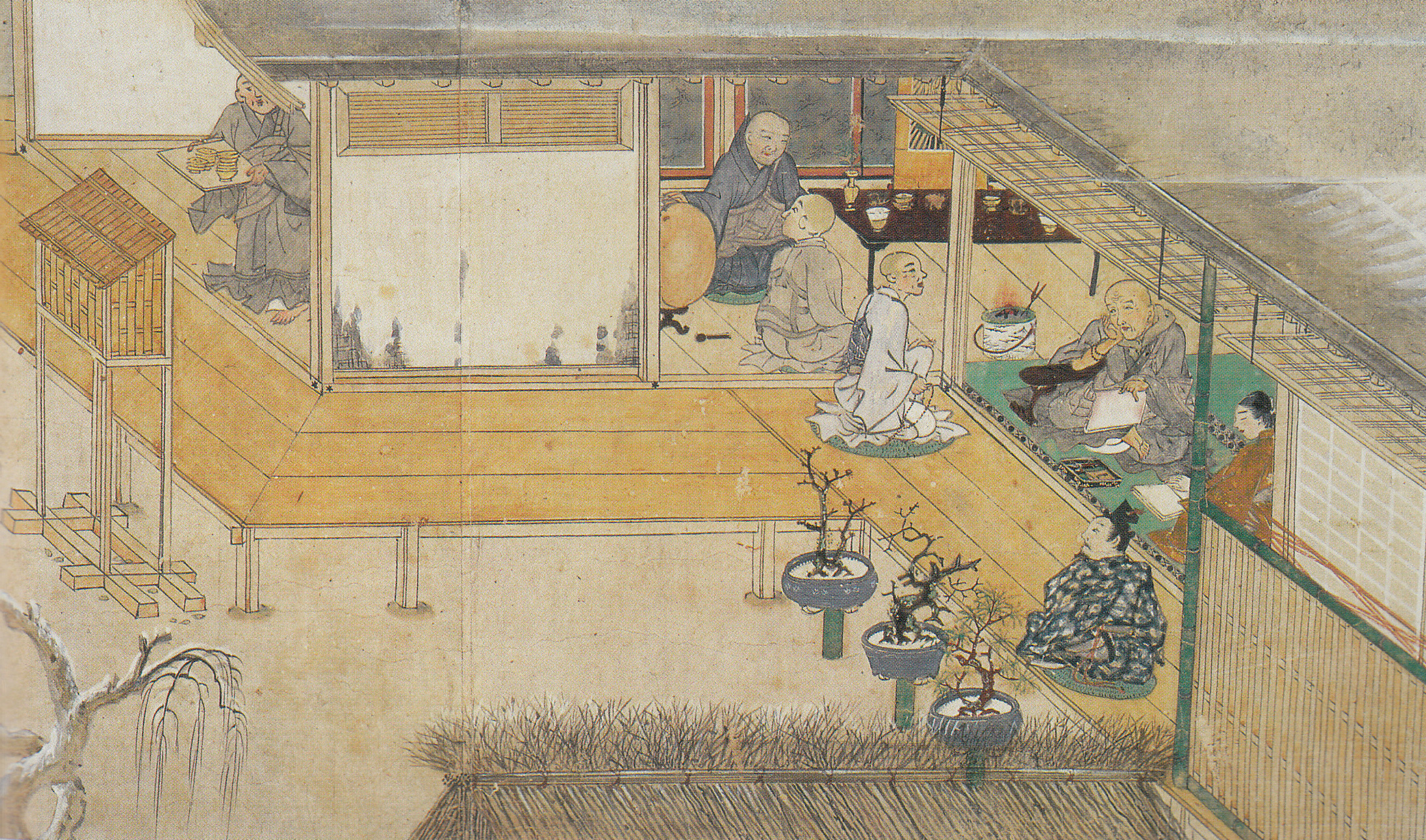
『慕帰絵詞』に描かれた鉢の木。

室町時代（南北朝時代）の『慕帰絵詞』（1351年）には、それまでの盆景的な景色を表現したものから、より草木に焦点を当てた鉢の木が描かれており、のちの盆栽の萌芽が見られる。また能の謡曲『鉢木』には、旅の僧侶を温めるために貧しい武士が秘蔵の三鉢の鉢の木を薪として火にくべる様子が描かれている。
『蔭凉軒日録』には、足利義政（1436年 - 1490年）の愛盆ぶりが記されているが、「盆山」、「盆仮山」の語が多く使われており、当時は漢語では盆栽や盆景ではなく盆山の呼称が用いられていた。

### 安土桃山時代
この時代の盆栽に関する記録は少ない。『日葡辞書』（1603年）に「盆山」の項目がある。それによると、盆山とは「日本人が緑色の苔をつけたり、何か小さ木を植えたりして、水面に浮かぶ小さな岩のような格好に作る、ある種の石や自然木の材」とある。

### 江戸時代

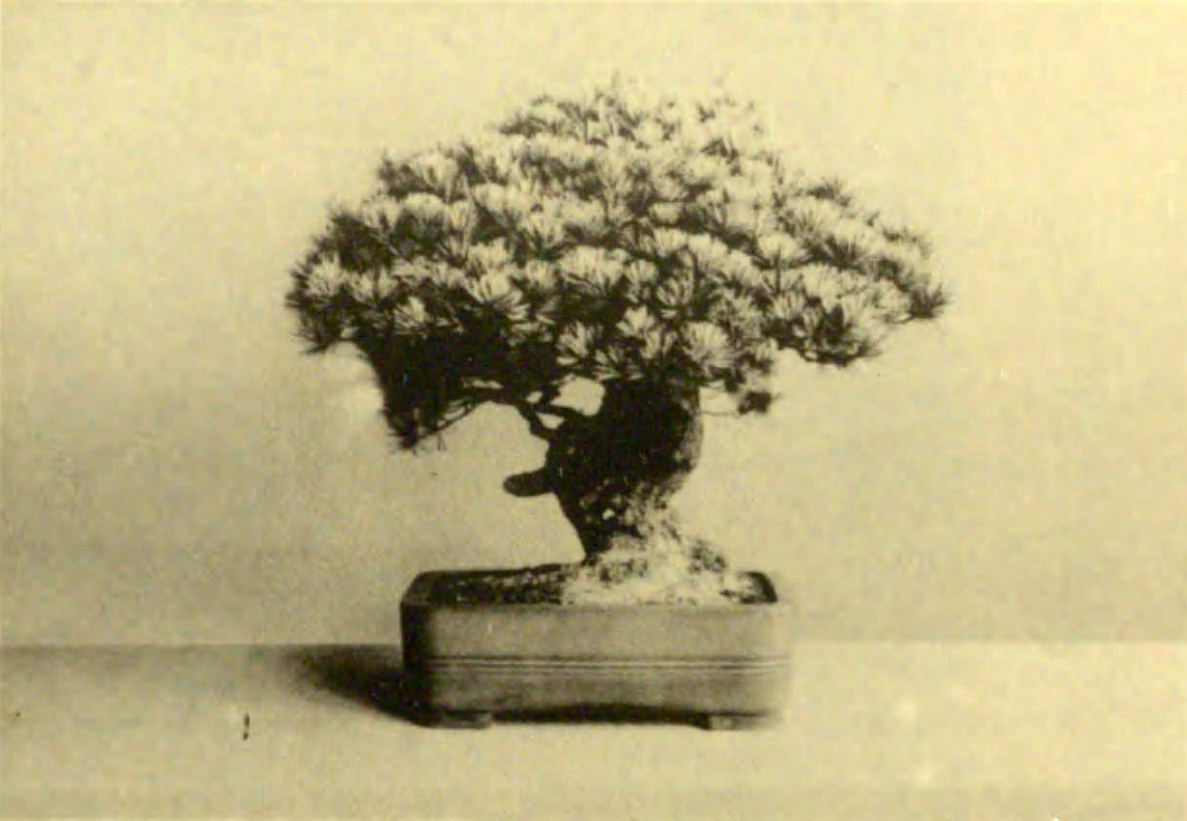
五葉松、銘「三代将軍」。徳川家光伝承樹。樹齢約550年。

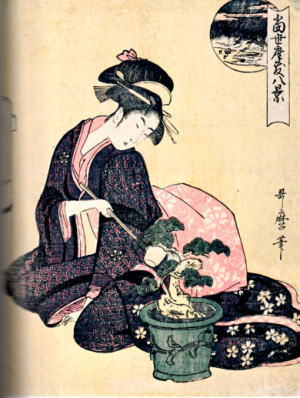
喜多川歌麿、当世座敷八景。

江戸時代になると盆栽の栽培や園芸が盛んになり、盆栽が描かれた浮世絵も残る。徳川幕府三代将軍、徳川家光は愛盆家として知られる。大久保彦左衛門が家光愛蔵の松の盆栽を庭に投げて諌めた逸話は有名である。皇居には家光遺愛の盆栽「三代将軍」（伊東巳代治旧蔵）が伝わる。
江戸時代後期には盆栽人口が中世に比べて飛躍的に増加し、植木業の分業化が進むとともに植木市でも種々の盆栽が取引されるようになった。当時は盆栽と書いても「はちうゑ」とフリガナを振り、単なる鉢植えと今日のような盆栽との明確な区別はなかった。
化政期には、斑入りの葉などの珍しい「奇品」植物を集め鉢植えにして鑑賞する趣味が流行した。奇品の流行は投機熱を煽り、草丈7寸のカラタチバナに2300両の高値がつくこともあった。
盆栽では、主幹が蛇行形をとりながら、上に向かって屈曲の程度が弱まる整姿形、いわゆる「蛸作り」の姿をした盆栽が流行した。蛸作りは『慕帰絵詞』に描かれた庭園の松にも見られるが、江戸時代には盆栽にも取り入れられた。
江戸末期になると、大阪を中心とする上方では、頼山陽、田能村竹田、池大雅らの南画趣味の影響を受けた一部の茶人たちの間で、煎茶会の室内に飾るための新しい盆栽、いわゆる「文人盆栽」が好まれるようになった。盆栽は「ぼんさい」と音読されるようになり、南画の教科書ともいうべき『芥子園画伝』や『十竹斎画譜』に描かれた樹形が、盆栽の整形に影響を及ぼした。たとえば、今日「文人木」と呼ばれるような、細幹の上のほうにわずかに枝葉がついたような樹形が好まれた。また『芥子園画伝』にある直幹や懸崖といった語が盆栽用語として採用された。
幕末から明治にかけて、大阪青湾の地では有名な煎茶会が開かれ、室内に盆栽が飾られた。その様子は田能村直入『青湾茶会図録』（1863年）や山中吉郎兵衛『青湾茗醼図誌』（1876年）に記され出版された。

### 近代

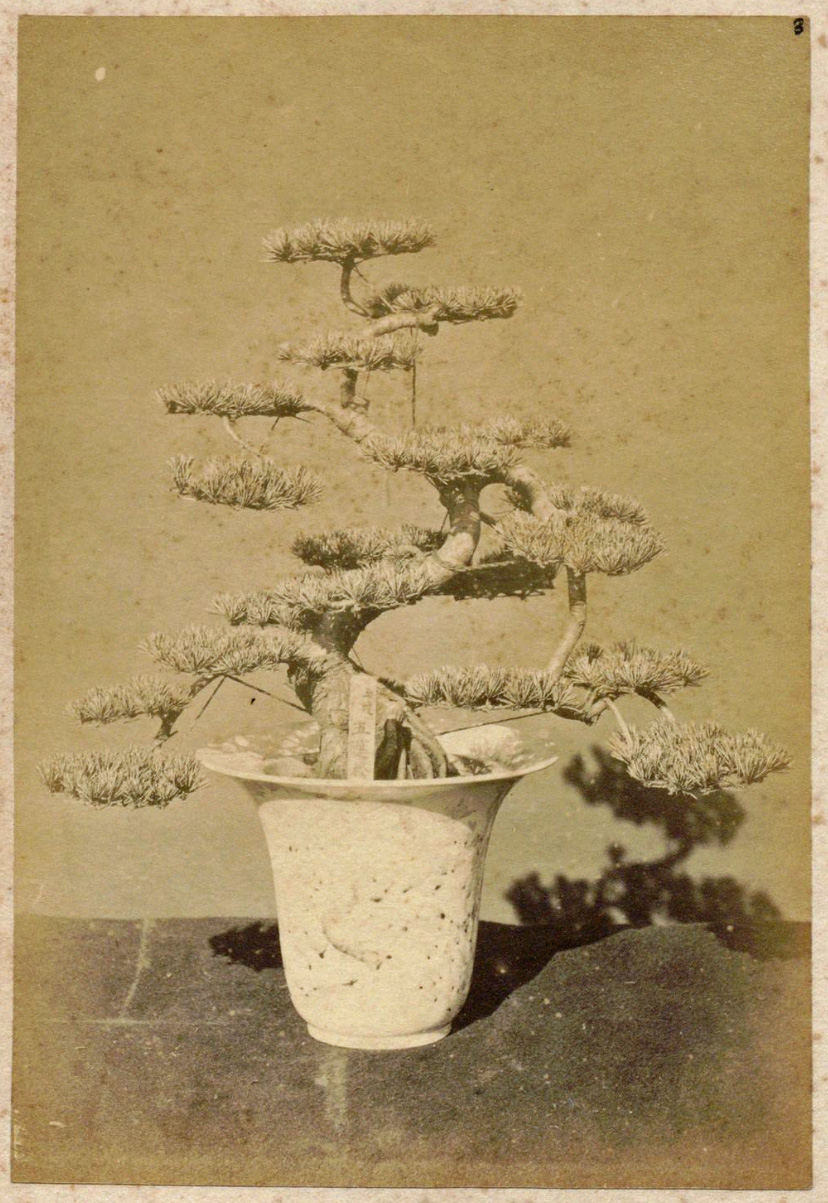
蛸作りの盆栽、明治22年。

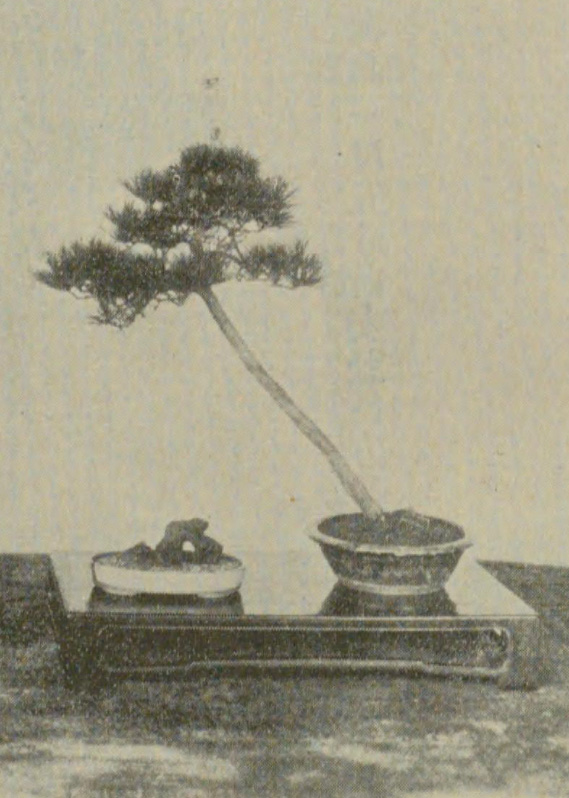
明治時代の文人盆栽

明治時代になると、東京遷都にともない文人盆栽は東京にも伝わった。山内容堂、藤堂高潔、鍋島直大ら、旧大名が大阪から文人盆栽を取り寄せ、その結果、文人盆栽はほかの政府要人や華族の間にも広まった。文人盆栽の流行とともに、江戸時代に盛んだった「蛸作り」の樹形は過度に人工的なものとみなされ、廃れていった。
当時、政財官界の有力者らの間では「支那趣味」が流行し、煎茶席では他の高価な用具や装飾品とともに、盆栽が室内に置かれた。こうした風潮を受けて、従来の植木屋の中には園号を名乗って盆栽を専業とし、高額の盆栽を販売する者も現れた。明治20年頃には、愛盆家や盆栽業者の間では、盆栽と単なる鉢植えや植木とを区別する考えが定着した。
明治中頃、大阪の好事家、通称「淀亀」が針金掛けを考案し、これを大阪の業者が採用して改良を加え、その後東京、全国へと広まり、盆栽の整形技術に革新をもたらした。
この頃、盆栽が次第に高尚な趣味として人気を博していく中で、文人盆栽のように南画に描かれた草木を模範とするのではなく、生きた自然の草木を模範とすべきだという「自然美」の追及を謳う盆栽観が現れた。芸術という意味で美術の語を用いて「美術盆栽」が提唱された。こうして絵画の様式美から解放されて自然美を模範とし、単なる鉢植えではなく芸術として盆栽を追求するようになると、従来の文人盆栽は次第に人気を失っていった。
明治25年（1892年）、東京の盆栽業者による初の美術盆栽大会が開かれ、その記念に『美術盆栽図』が出版された。明治39年（1906年）、月刊誌『盆栽雅報』が発刊された。元来盆栽を床の間に飾る習慣はなかったが、明治末頃になると、渡辺千秋のように盆栽を床の間に飾る愛盆家も現れた。
大正初年頃、辛亥革命によって誕生した中華民国の政財界の新興勢力が日本の盆栽を大量に輸入した。当時の日本の盆栽はすでに芸術を志向し、針金掛け等の革新によって質的にも高度なものとなっていたので、こうした新興勢力の人々を魅了した。また、上海には当時十万人規模の日本人が住んでおり、日本の盆栽業者も花園を開いていた。日本の盆栽が人気を博するにつれ、「盆栽」という語も中国で広まった。
盆栽の概念が現代流に通念化したのは大正末年頃といわれる。大正10年（1921年）、月刊『盆栽』が発刊された。関東大震災は盆栽業者に大打撃を与え、また多くの名品が失われた。震災後、東京の一部の業者は埼玉県大宮に移って盆栽村を開設した。
その後、昭和期に入って陳列会（展示会・展覧会）に耐えられる山採り素材の大型盆栽が普及するとともに盆栽の概念の定着を見た。
その後、第二次世界大戦末期から戦後にかけては大型盆栽の維持管理が困難になり、戦後再び盆栽趣味は興隆したが、1970年代までには盆栽の小型化による盆栽需要の変化を生じた。
1965年、盆栽愛好家の団体「日本盆栽協会」が設立された。

## 種類

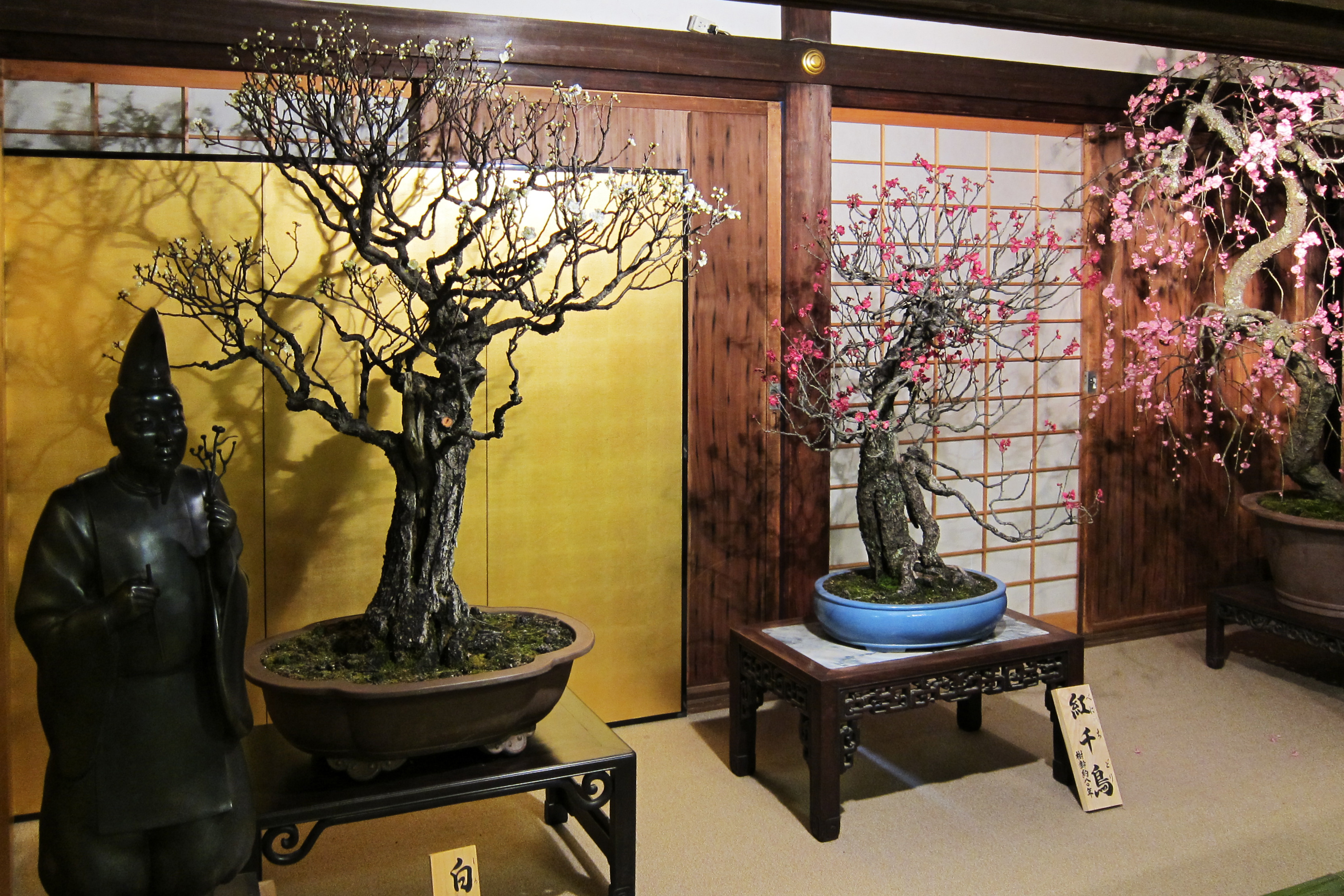
盆梅

盆栽は、松柏盆栽、雑木盆栽、草物盆栽などに分類される。
- 松柏盆栽
  - 松柏類 - 松、真柏、杜松、杉など。
- 雑木盆栽
  - 実物 - 実を鑑賞するもの。ウメモドキ、柿、花梨、ヒメリンゴなど。
  - 花物 - 花を鑑賞するもの。梅、ボケ、桜、サツキなど。
  - 葉物 - 葉姿を鑑賞するもの。楓、欅、ハゼノキ、竹など。
- 草物盆栽

なお、ヨーロッパや中華圏など海外では亜熱帯 / 亜熱帯植物のFicus GinsengまたはFicus Retusaがボンサイツリーとして使われている。これらは日本ではニンジンガジュマルなどと称し、越冬対策が必要な観葉植物として愛好されている。

## 盆栽の樹

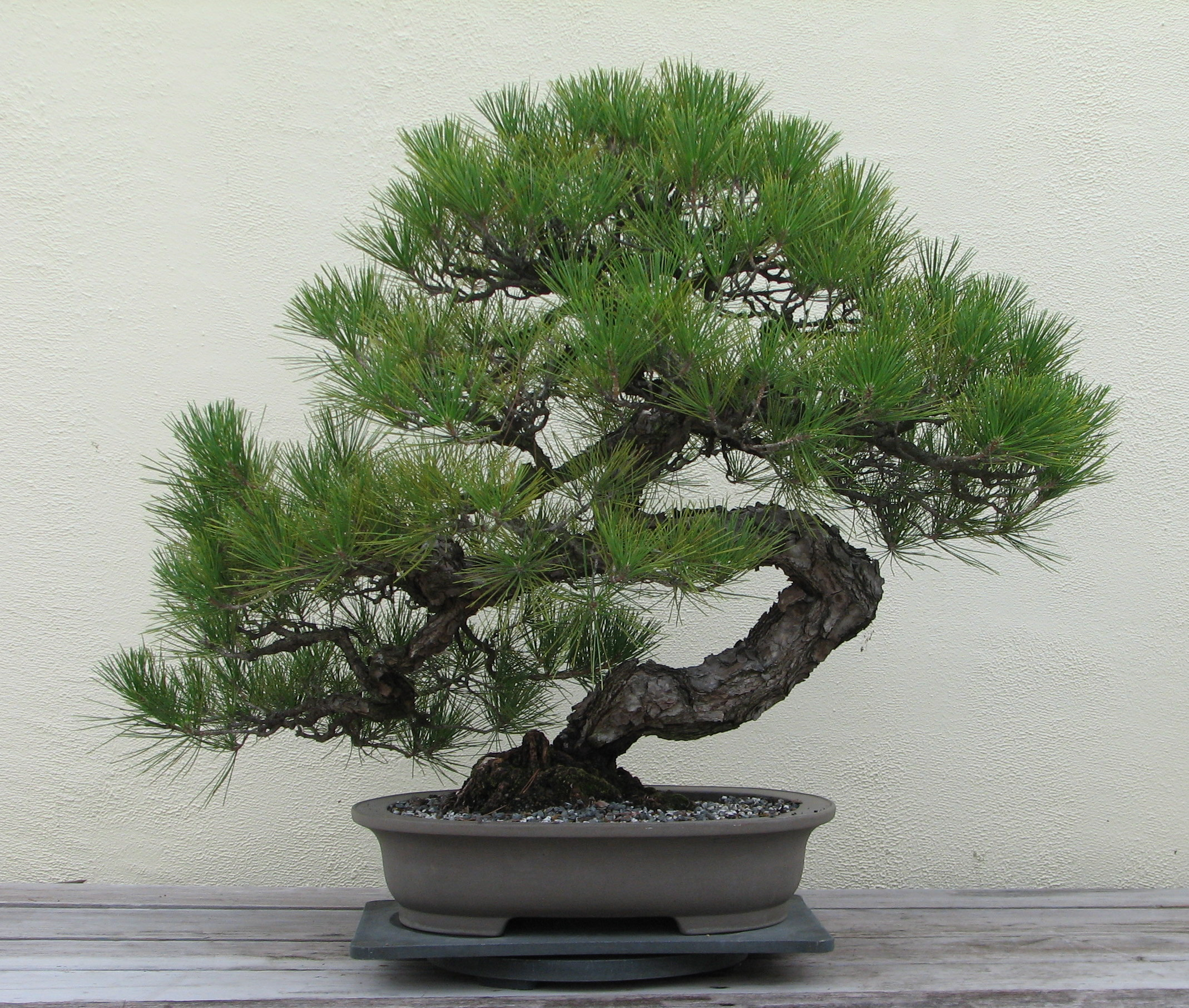
マツの盆栽

### 品種
数ある松の品種の中でも、葉の短く、節間が短い「八房（やつぶさ）」という種類が盆栽においては小さい鉢の中で大木を表現するのに適するため珍重される。黒松（旭竜、萬松宝、寸梢など）や五葉松（銀八房五葉=略して銀八、瑞祥、九重、明星など）に多い。
また石化性と言って葉や幹の一部が刷毛状（萎縮性）になる植物も、その形の面白さから珍重される。石化ヒノキや石化黒松（扇松）、石化スギがこれに当たる。
八房、姫性、石化性は混同されがちだが、八房は芽吹きが良いもの、姫性は葉が細かいもの、石化性は葉が縮れたり萎縮性のものを言う。

### 樹齢
名品と評される盆栽については樹齢100年 - 300年以上の銘品が知られる。例えば「青龍」と命名された五葉松は樹齢350年と推定されている。

### 樹形
- 直幹（ちょっかん）
  - 幹が上に向けて垂直に一直線に伸びている形を直幹と呼ぶ[3]。八方に広がる根張りも特徴である[18]。
- 模様木（もようぎ）
  - 幹が左右に曲線を描くように曲がるなど、変化のある木を模様木と呼ぶ[3]。
- 斜幹（しゃかん）
  - 一方向からの風に晒されていたり、障害物などがあったりするために根元から斜めに立ち上がり、樹芯にかけて一方向に傾いた樹形を斜幹と呼ぶ。
- 吹き流し（ふきながし）[3]
  - 斜幹よりも、さらに過酷な環境に曝されて、幹も枝も一方向になびき、樹高よりも長く枝が伸びたものを、吹き流しと呼ぶ。これは、枝先の位置以外は半懸崖と似ている。
- 懸崖（けんがい）
  - 海岸や渓谷の断崖絶壁に生えて、幹が下垂して生育を続ける樹木の姿を表現したものを懸崖と呼ぶ。ちなみに、幹や枝が鉢の上縁よりも下に垂れ下がっているものを懸崖[3]、鉢の上縁ぐらいのものを半懸崖、と呼ぶ。
- 蟠幹（ばんかん）
  - 幹が著しく捩れているもの、または捩れて成長する性質のものを捩幹と呼び、幹が更にネジれた状態、あたかも蛇がとぐろを巻いた様な樹形を蟠幹と呼ぶ。
- 箒立ち（ほうきだち）
  - 幹の途中から、放射状に細かく分かれてどれが主幹なのか、区別のつかなくなった樹形で、それがあたかも竹箒に似ているので箒立ちと呼ぶ。
- 根上り（ねあがり）
  - 厳しい生育環境により、地中で分岐した根元の部分が、風雨に晒されて表土から浮き出して露出している状態を根上りと呼ぶ。
- 多幹（たかん）
  - 根元から複数の幹が立ち上がったもの。幹が2本のものを双幹、3本のものを三幹、5本以上のものを株立ちと呼ぶ。幹数は奇数が好まれており、2本以外の偶数は嫌われるので避ける。
- 根連なり（ねつらなり）[3]
  - 3本以上の複数の同樹種の根が癒着して1つに繋がっているもの、または立木が地面に倒れて地中に埋まり、元は枝であったものが幹として育ち、その枝元からも根を出して、根が一つに繋がっている様な多幹樹形である。これと似たものに、筏吹きがある。これも、立木が地面に倒れて、元は枝であったものが、幹として育ち多幹樹形となったもので、根連なりと違う点は、根が1ヶ所にある。多幹樹形と同様に、幹数は偶数を避ける。
- 寄せ植え（よせうえ）
  - 複数の木を一つの鉢や石に植え付けたものを寄せ植えと呼ぶ[3]。
- 文人木（ぶんじんぎ）
  - 支那の南画に見られる様な樹形が発端。明治時代の文人達に好まれたのでこの様に呼ぶ。
- 石付（いしつき）
  - 石に樹を植え付けたもの[18]。より自然な風景を想像させること、石の持つ情景との組合せが多彩なことといった理由から人気が高い。
- 変わり木
  - 上記の範疇に入りきらないものもあり、そういうものは多くの場合、変わり木といわれる。

直幹
模様木
吹き流し
懸崖
半懸崖
蟠幹
箒立ち
双幹
文人木

### 神と舎利

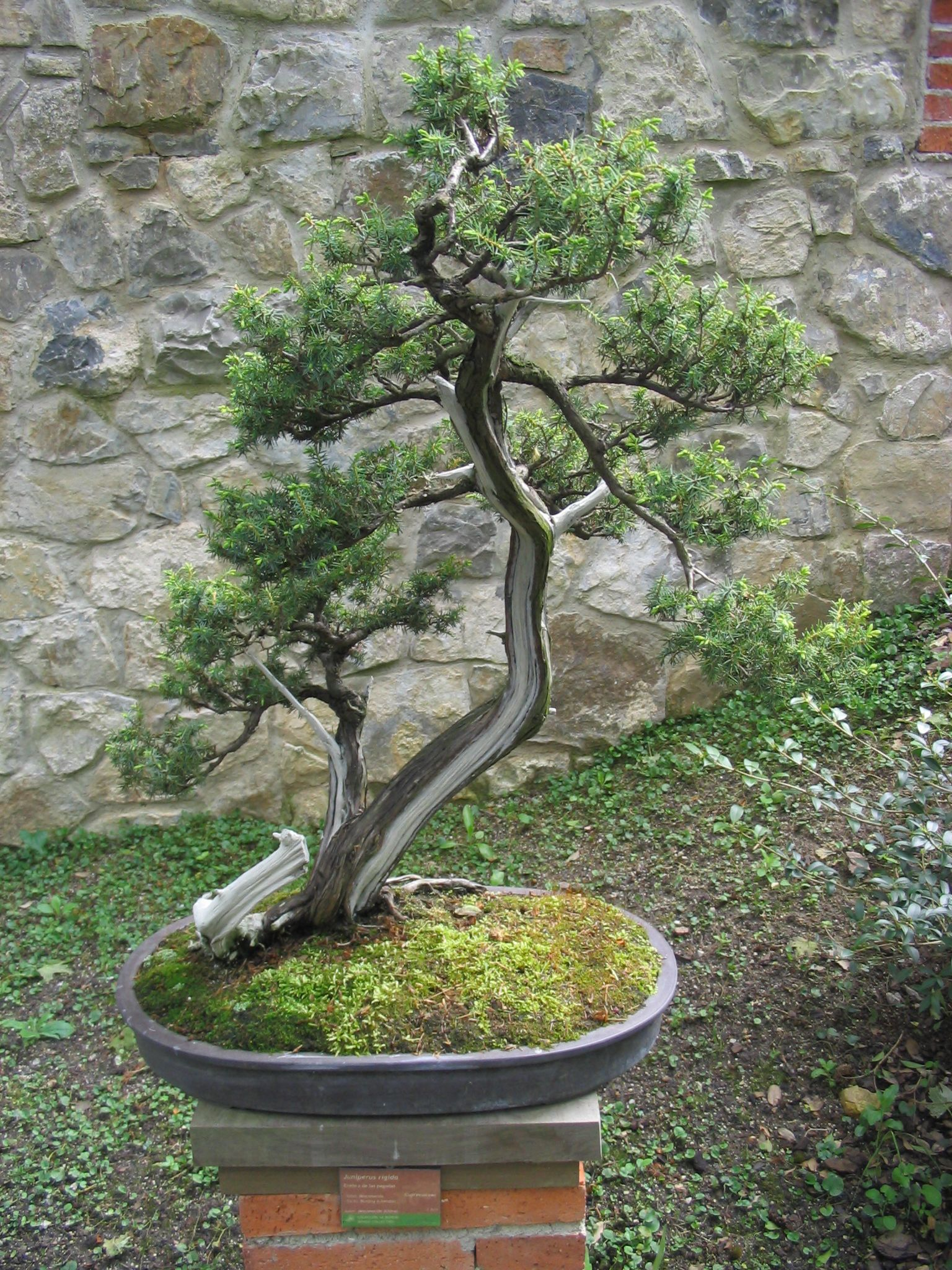
幹に舎利を持つネズの盆栽

枝や幹の一部分が枯れることによって、樹皮が剥がれ白色の木質部分が剥き出しになることがある。こうなった部分を、枝で起こったものを神（ジン）、幹で起こったものを舎利（シャリ）と呼ぶ。自然に起こるものだが、盆栽では彫刻刀などで削り人為的に作り出すという技法がある。主に真柏などの松柏に行うが、梅などにも施すことがある。

### 管理

#### 松の管理
松盆栽の場合、日当たりや風通しの良い所で管理される。また、松盆栽は夜露のあたるところが理想的とされ、地面より80 cmくらい高い場所で管理される。

#### ドライ盆栽
ドライ盆栽（ドライぼんさい）は、盆栽の一種。「枯れ盆栽」とも呼ばれる。盆栽業者の藤田茂男と、キュレーションジャパンの西園寺薫によって開発された。通常、盆栽は生きている樹木を剪定や水やりなどの手入れによって維持する必要があるのに対し、「枯れた状態」であるためそうしたメンテナンスが不要である。

## 盆栽の鉢
盆栽では樹姿と鉢の調和も重視され、釉の有無や形、大きさなどにより盆栽の印象が大きく変わる。

## 主な産地
- 埼玉県さいたま市北区盆栽町（大宮盆栽村）
  - 東京小石川周辺の盆栽業者が関東大震災で被災し、この地に移住して形成された地区[3]。
- 埼玉県川口市安行地区
  - 江戸時代から関東地域の植木を支える地域としての産地。
- 香川県鬼無地方
  - 香川県鬼無地方は松盆栽のシェア8割を占める。生産の主流は黒松が多い。
- 愛媛県四国中央市土居町
  - 土居町南部の東赤石山と西赤石山一帯に五葉松が自生。これを麓の地域で栽培し盆栽として加工している。
- 栃木県塩谷郡那須地方
  - 那須五葉松の産地、那須の茶臼岳周辺に自生。
- 栃木県真岡市
  - 蔵王五葉松の産地。

その他にも盆栽育成の盛んな地域がある。東京都には、2002年に盆栽美術館春花園BONSAI美術館が開業。また埼玉県にも2010年にさいたま市大宮盆栽美術館が開業している。

## 日本から世界へ
日本の盆栽はヨーロッパでは1970年頃から「Bonsai」として根強い人気がある。盆栽は日本から盛んに輸出されるほか、ヨーロッパ産の木を盆栽に仕立てることも一般化している。
1970年代には既に米国やヨーロッパにおいて盆栽協会がある。ヨーロッパにおいて最も盆栽文化が普及した国はイタリアとされ、1964年に村田憲司『盆栽入門書』が初めてイタリア語に翻訳されたのを皮切りに、盆栽の愛好家が少しずつ増えていった。1970年代後半から日本からの盆栽輸入が始まり、1980年初頭に盆栽愛好会などが誕生しはじめた。愛好家や盆栽専門家による盆栽展なども各地で開催されるようになり、イタリアには日本にもない盆栽のための専門学校まである。
1976年7月には日本盆栽協会からアメリカ合衆国・ワシントンD.C.のUS National Arboretum（アメリカ国立樹木園）に53の盆栽が寄贈され、その盆栽をもとに National Bonsai and Penjing Museum（アメリカ国立盆栽盆景博物館）が造られた。
1989年4月6日 - 9日に第1回世界盆栽大会が埼玉県大宮市（現・さいたま市）にて開催され、参加国は32ヵ国、参加者は1200名に達した。それに合わせて、世界盆栽友好連盟（WBFF）が発足。また、第1回世界盆栽大会を訪れて影響を受けたイタリア人によって、1990年にはイタリアで第1回「ヨーロッパ盆栽大会」が開催された。1989年以降、4年ごとに世界各地で世界盆栽大会が開かれるようになり、これまで米国のニューオーリンズ（第2回）、韓国のソウル（第3回）、ドイツのミュンヘン（第4回）、ワシントンD.C.（第5回）、プエルトリコのサンフアン（第6回）、中華人民共和国の金壇市（第7回）で開催された。2017年の第8回世界盆栽大会は「世界盆栽大会inさいたま」として初回開催地のさいたま市で4月27日 - 30日の4日間で開かれ、参加国は40ヵ国、参加者は1200名にのぼった。第9回大会は、2021年にオーストラリアのパースで開催すると発表された。
2008年10月15日、オランダ輸出向けの庭木よりゴマダラカミキリが寄生されたものが見つかったことにより輸入規制強化の緊急措置が施行された。ゴマダラカミキリが侵入しない施設で2年間生育されたもの以外は輸入を認めないとする内容であり、2009、2010年度の輸出が事実上不可能となった。
JETROによると、盆栽と庭木を合わせた日本の輸出額は、2001年時点で6億4000万円だったが、2011年には過去最高の67億円に達した。
なお、基本的に植物であるため、日本国外に発送するときには検疫が必要となる。インターネットオークションなどが発達し、国境を越えた個人間の売買が簡単になり、検疫を行わずに盆栽を日本国外に輸出しようとする事件が時折発生している。
2016年2月、日本人クリエーター今吉将之（Masanori Imayoshi）が磁力で浮かせる空中盆栽 (Air Bonsai/The floating Bonsai) を発明し、米国のクラウドファンディングで発表。米国誌『TIME』でも紹介され、すでに世界に知られていたBonsaiが一層注目されるようになった。